# Spiridon Janiotis
Spiridon (Spiros) Janiotis (ur. 19 lutego 1980 w Liverpoolu) – grecki pływak, wicemistrz olimpijski (2016) i dwukrotny mistrz świata na 10 km na otwartym akwenie.
Na mistrzostwach świata w Szanghaju w 2011 roku na dystansie 10 kilometrów na otwartym akwenie  czasem 1 godziny 54 minut i 24,7 sekundy zdobył złoty medal, a także złoto i srebro (odpowiednio na 10 km i w drużynie) podczas mistrzostw w Barcelonie dwa lata później. Jest także złotym medalistą  mistrzostw Europy w drużynowym wyścigu na 5 km. Do jego największych sukcesów w pływaniu w basenie należą złoty medal igrzysk śródziemnomorskich na 1500 m stylem dowolnym oraz brązowy medal mistrzostw Europy w sztafecie 4 × 200 m stylem dowolnym.
Pięciokrotnie reprezentował Grecję na igrzyskach olimpijskich: w Sydney, Atenach, Pekinie, Londynie i Rio de Janeiro. W Atenach z czasem 15:03,69 zajął piąte miejsce na dystansie 1500 m stylem dowolnym. Na igrzyskach w 2012 roku uplasował się na czwartym miejscu w konkurencji 10 km na otwartym akwenie. Cztery lata później został na tym dystansie wicemistrzem olimpijskim.